# Roustabout (sang)
"Roustabout" er en komposition af Bill Giant, Bernie Baum og Florence Kaye og er indsunget af Elvis Presley. "Roustabout" var titelnummer til Elvis Presley-filmen Roustabout fra 1964. Sangen blev indspillet af Elvis hos Radio Recorders i Hollywood den 29. april 1964.
Sangen blev ikke udsendt på singleplade, men udkom samtidig med filmen i november 1964 på en LP-plade med soundtracket fra filmen. Soundtracket hed ligeledes Roustabout.
"Roustabout" er endvidere på CD'en fra 18. juli 1995 Command Performances – The Essential 60's Masters, vol. 2, som er en samling af de bedre af Elvis' filmsange fra hans mange spillefilm fra 1960'erne.

## Besætning
Ved indspilningen af "Roustabout" og de øvrige sange i filmen deltog:
- Elvis Presley, sang
- Scotty Moore, guitar
- Barney Kessel, guitar
- Tiny Timbrell, guitar
- William (Billy) E. Strange, guitar
- Floyd Cramer, klaver
- Dudley Brooks, klaver
- Ray Siegel, bas
- Bob Moore, bas
- D.J. Fontana, trommer
- Hal Blaine, trommer
- Murrey "Buddy" Harman, trommer
- Bernie Mattinson, trommer
- Homer "Boots" Randolph, saxofon
- The Jordanaires, kor
- The Mello Men, kor